# Trnavá Hora
Trnavá Hora (bis 1927 slowakisch auch „Trhanová“; ungarisch Bezeréte – bis 1892 Trnavahora) ist eine Gemeinde in der Mitte der Slowakei mit 1257 Einwohnern (Stand 31. Dezember 2024), die zum Okres Žiar nad Hronom, einem Teil des Banskobystrický kraj gehört.

## Geographie

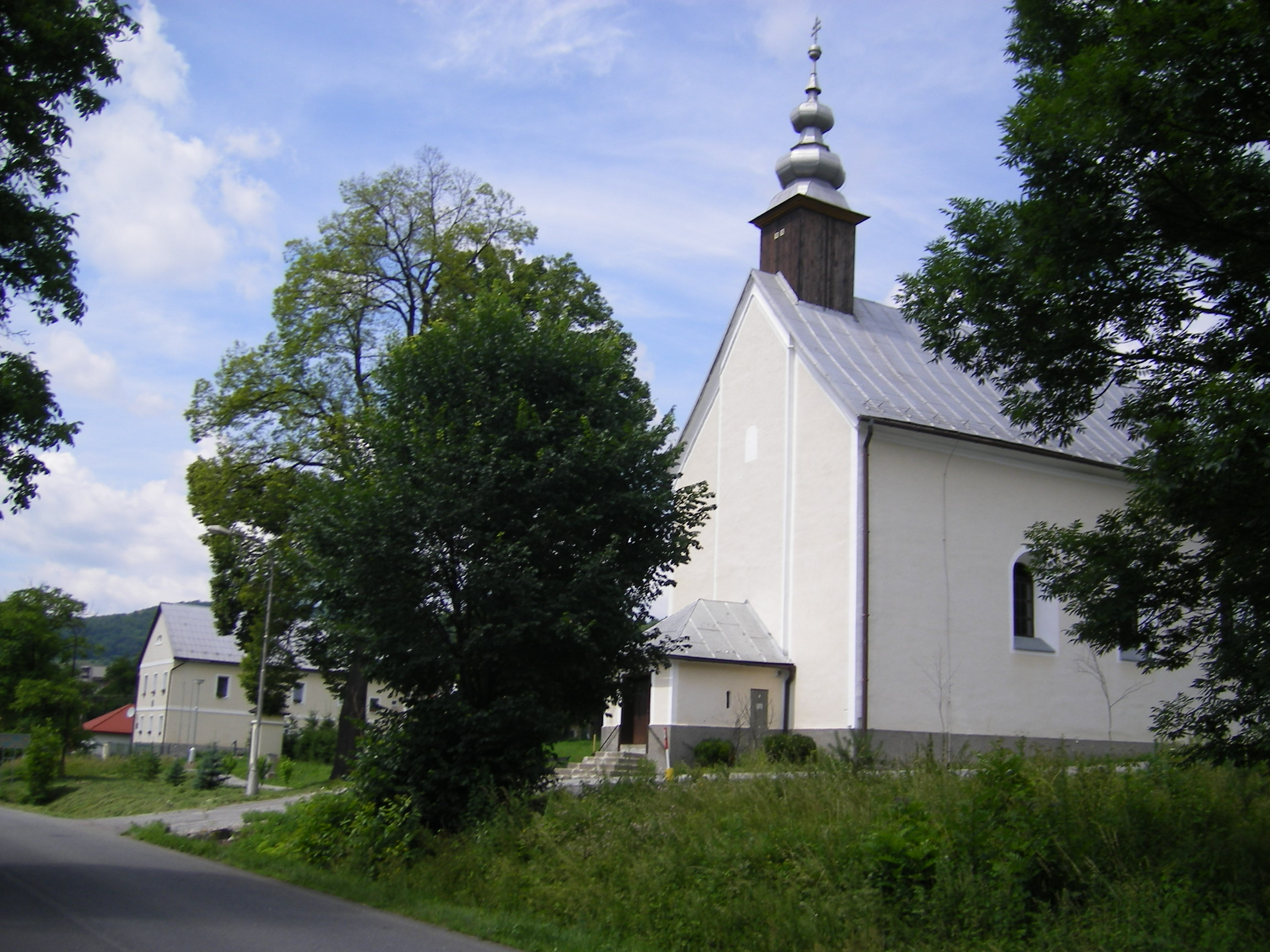
Johannes-Nepomuk-Kirche in Trnavá Hora

Die Gemeinde befindet sich beidseitig des Flusses Hron in einem engen Tal zwischen den Kremnitzer Bergen im Norden und den Schemnitzer Bergen im Süden. Das 24,5 km² große Gemeindegebiet ist großteils von braunen Waldböden bedeckt. Das Ortszentrum liegt auf einer Höhe von 370 m n.m. und ist acht Kilometer von Žiar nad Hronom sowie 15 Kilometer von Zvolen entfernt.
Die Gemeinde gliedert sich in die Gemeindeteile Jalná, Kľačany (beide 1971 eingemeindet) sowie Trnavá Hora.
Durch die Gemeinde verlaufen zwei Bahnstrecken, beide nördlich des Hron: Nové Zámky–Zvolen im Tal sowie Zvolen–Diviaky (in die Bergen hinauf). Die Schnellstraße R1 passiert südlich des Flusses ohne einen direkten Anschluss an die Gemeinde.

## Geschichte
Der Ort wurde zum ersten Mal 1388 als Tornaua schriftlich erwähnt und war Standort einer Mautstelle im Herrschaftsgebiet der Burg Šášov. Nach 1676 war das Dorf unter der Verwaltung der Bergkammer.
1
Nach einem Steuerverzeichnis gab es 1534 13 Porta, 1601 dann 13 Häuser, 1715 eine Mühle und 12 Steuerpflichtige und schließlich 1828 34 Häuser und 230 Einwohner.
Bis 1918 gehörte der im Komitat Barsch liegende Ort zum Königreich Ungarn und kam danach zur Tschechoslowakei bzw. heute Slowakei. Während des Slowakischen Nationalaufstandes im Spätjahr 1944 gab es im Gemeindegebiet schwere Gefechte zwischen den Aufständischen und der deutschen Wehrmacht.

## Bevölkerung
| Jahr                | 1994 | 2004    | 2014    | 2024    |
| ------------------- | ---- | ------- | ------- | ------- |
| Anzahl der Personen | 1130 | 1137    | 1203    | 1257    |
| Unterschied         |      | +0,61 % | +5,80 % | +4,48 % |

| Jahr                | 2023 | 2024    |
| ------------------- | ---- | ------- |
| Anzahl der Personen | 1256 | 1257    |
| Unterschied         |      | +0,07 % |

Ergebnisse nach der Volkszählung 2001 (1276 Einwohner):
| Nach Ethnie: - 96,01 % Slowaken - 0,53 % Roma - 0,44 % Tschechen - 0,09 % Magyaren | Nach Konfession: - 83,50 % römisch-katholisch - 8,43 % konfessionslos - 5,32 % keine Angabe - 2,04 % evangelisch - 0,09 % tschechoslowakisch-hussitisch |

## Bauwerke
- römisch-katholische Johannes-Nepomuk-Kirche im barock-klassizistischen Stil aus dem Jahr 1775
- Kapelle aus der Hälfte des 19. Jahrhunderts sowie weitere Kapellen in der Gemeinde
- Holzglockenturm aus dem Anfang des 20. Jahrhunderts